# گرگو زالانکی
گرگو زالانکی (مجاری: Gergő Zalánki؛ زادهٔ ۲۶ فوریهٔ ۱۹۹۵) بازیکن واترپلو اهل مجارستان است.